# Église Saint-Bernard de Lyon
Pour les articles homonymes, voir Église Saint-Bernard.
L'église Saint-Bernard  de Lyon est une église située dans le 1er arrondissement de Lyon, montée Saint-Sébastien.
Elle est consacrée en août 1866, bien que non terminée : sans clocher et sans parvis. Temporairement fermée dès 1891 du fait de l'existence de diverses galeries souterraines (réseau des Fantasques et arêtes de poisson) et du tunnel de la ficelle qui ébranlent ses fondations. Elle est désacralisée en 1999, puis totalement fermée depuis mars 2004. Propriété de la ville de Lyon, celle-ci prévoit en 2016 de la transformer en un immeuble de bureaux, malgré les propositions d'achat de la fraternité sacerdotale Saint-Pie-X.

## Description
D'architecture gothique, cette église réalisée par Tony Desjardins et Hugues-François Dubuisson de Christot (architectes de la ville de Lyon), ne fut pas terminée (il manque le clocher et le parvis). Elle compte un certain nombre de vitraux réalisés par Lucien Bégule.

## Historique
En 1852, la colline de La Croix-Rousse est rattachée la ville de Lyon. Les canuts demandent aux autorités municipales de leur construire une église supplémentaire, l'église Saint-Polycarpe s'avérant insuffisante par rapport à la population. Désireuse d'apaiser les conflits après la révolte des canuts, la municipalité accède à leur demande et recherche un terrain susceptible d'accueillir la nouvelle église. La famille de Jean-Baptiste Willermoz, à sa demande initiale et par le don d'un terrain située dans l'actuelle montée Saint-Sébastien, permet l'édification d'une chapelle provisoire en 1854.
Le maître d'œuvre, l'architecte lyonnais Tony Desjardins (également architecte de l'église Saint-Pierre de Vaise), estime le coût des travaux à 300 000 francs. Mais cette estimation est largement sous-évaluée. Alors que sont posées les fondations, et élevés le chœur, l'abside, le transept et les deux premières travées de la nef, le coût est déjà de 500 000 francs ; et manquent encore les quatre dernières travées, la façade et le clocher. Faute de financement, l'église reste donc sans clocher. Elle est néanmoins consacrée en août 1866. La chute du Second Empire met un coup d'arrêt à la construction de l'église, la Troisième République étant beaucoup plus hostile au catholicisme que le régime précédent.
Dès 1867, une subvention de 220 000 francs est votée par le conseil municipal, pour stabiliser le perron, des chutes de pierres étant survenues. En effet, divers réseaux (réseau des Fantasques et arêtes de poisson) courent sous l'église, affaiblissant ses fondations. L'église doit ainsi fermer en 1891 pour une première phase de restauration, qui dure jusqu'en 1900.

## Fermeture et dégradation
La construction du tunnel de la ficelle, qui passe sous l'angle sud-ouest de l'église, ébranle ses fondations, rendant l'édifice instable jusqu'en 1992, où elle est définitivement fermée. En 1999, elle est désacralisée. Un projet (jamais réalisé) est envisagé de la déconstruire pour la reconstruire à Dubaï.
Une étude réalisée en 2001 évalue la restauration complète de l'édifice à 6 500 000 francs contre 2 000 000 francs pour sa destruction ; la ville décide toutefois en 2004 de financer la conservation du bâtiment pour un budget de 407 000 euros.
Ceux-ci consistent en la pose d'étais consolidant les voûtes. Cependant, la dégradation n'est pas que structurelle. Profitant de la fermeture de l'édifice, certains vandales réussissent à arracher les protections couvrant les vitraux et à casser certains d'entre eux par des jets de pierre,. Devant le tribunal, un architecte spécialiste des monuments historiques confirme qu'aucun effondrement ne menace l'édifice. La Société pour la protection des paysages et de l'esthétique de la France (SPPEF) convainc quant à elle le maire Gérard Collomb de l'intérêt patrimonial de cette église, abritant notamment des vitraux de Lucien Bégule. Le maire de Lyon renonce alors à la démolition de l'église pour construire des parkings et débloque une subvention de 380 000 euros pour consolider la façade. En 2016, la fraternité sacerdotale Saint-Pie-X formule des demandes de rachat, d'acquisition et de bail emphytéotique mais l'église est finalement destinée à être transformée en immeuble de bureaux. Une association catholique et les traditionalistes de la Fraternité Sacerdotale Saint-Pie X se mobilisent alors pour que l’édifice conserve sa vocation initiale allant jusqu'à une manifestation pourtant interdite par la préfecture.